# Vuelo 228 de South African Airways
El vuelo 228 de South African Airways fue un vuelo regular desde el aeropuerto internacional Jan Smuts en Johannesburgo, Sudáfrica al aeropuerto de Londres-Heathrow, que se estrelló poco después de despegar, tras efectuar una parada técnica programada en Windhoek, África del Sudoeste (actual Namibia). Es el peor accidente mortal hasta la fecha de Namibia.

## Historial del vuelo
El vuelo 228 de South African Airways era un vuelo regular operado por un Boeing 707-300C, matrícula ZS-EUW, nombrado «Pretoria», su vuelo era desde el Aeropuerto Internacional Jan Smuts, Johannesburgo, Unión Sudafricana al Aeropuerto de Londres-Heathrow vía Windhoek África del Sudoeste, Luanda Angola, Las Palmas de Gran Canaria España y Fráncfort del Meno Alemania Occidental. El vuelo 228 fue pilotado por el capitán Eric Ray Smith (49), con el primer oficial John Peter Holliday (34), el primer oficial de relevo Richard Fullarton Armstrong (26), el navegante de vuelo Harry Charles Howe (44) y el ingeniero de vuelo Phillip Andrew Minnaar (50).
El primer tramo del vuelo de Johannesburgo a Windhoek, transcurrió sin incidentes. Otros 46 pasajeros se embarcaron en Windhoek y se descargó y cargó parte del flete aéreo. La aeronave despegó de Windhoek por la pista 08 a las 18:49 GMT (20:49 hora local). Era una noche oscura, sin luna, con pocas luces, si es que había alguna, sobre todo de la ciudad de Windhoek, en el suelo en el desierto abierto al este de la pista; la aeronave despegó hacia lo que se describió en el informe oficial como un «agujero negro». La aeronave ascendió inicialmente a una altitud de 650 pies (200 m) sobre el nivel del suelo, luego se estabilizó después de 30 segundos y comenzó a descender. 
Cincuenta segundos después del despegue, voló hacia el suelo en configuración de vuelo a una velocidad de aproximadamente 271 nudos (502 km/h). Los cuatro motores, que fueron las primeras partes de la aeronave en tocar el suelo, crearon cuatro boquetes en el suelo antes de que el resto de la aeronave también golpeara el suelo y se rompiera. Inmediatamente estallaron dos incendios cuando se encendió el combustible en las alas. Aunque el lugar del accidente estaba a solo 5.327 m (17.477 pies) del final de la pista, los servicios de emergencia tardaron 40 minutos en llegar al lugar debido al terreno accidentado. Nueve pasajeros que estaban sentados en la sección delantera del fuselaje sobrevivieron inicialmente, pero dos murieron poco después del accidente y otros dos unos días después, dejando un saldo final de 123 pasajeros y tripulantes fallecidos. 

## Investigación
La investigación se complicó por el hecho de que la aeronave no tenía registrador de datos de vuelo ni registrador de voz en cabina; los dispositivos se hicieron obligatorios a partir del 1 de enero de 1968, pero la incapacidad de la aerolínea para adquirir registradores significó que varios aviones de SAA, incluido el ZS-EUW, aún no tuvieran el equipo instalado. El Capitán Smith tenía 4.608 horas de vuelo en el Boeing 707, pero solo una hora (que estaba en entrenamiento) en el nuevo tipo 344C. La investigación oficial concluyó que la aeronave y sus cuatro motores estaban en buen estado de funcionamiento; la falla principal recayó en el capitán y el primer oficial., ya que «no pudieron mantener una velocidad y altitud seguras y un ascenso positivo al no observar los instrumentos de vuelo durante el despegue»; no se atribuyó ninguna culpa al tercer piloto, cuya responsabilidad era monitorear la radio, y que no podía monitorear los instrumentos de vuelo desde su posición en la cabina. Los factores secundarios que pueden haber contribuido al accidente incluyeron:
- Pérdida de conciencia situacional.
- La tripulación no tenía una referencia visual en la oscuridad, lo que provocó una desorientación espacial.
- La tripulación usó una secuencia de retracción de flaps de la serie 707-B que quitó los flaps en incrementos mayores de lo deseable para esa etapa del vuelo, lo que provocó una pérdida de sustentación a 600 pies (180 m) sobre el nivel del suelo.
- Confusión temporal por parte de los pilotos al leer el indicador de velocidad vertical, que era diferente a la serie A y B de la aeronave a la que estaban acostumbrados.
- El altímetro tipo tambor instalado en la aeronave era notoriamente difícil de leer para los pilotos; la tripulación puede haber leído mal su altitud por 1,000 pies.
- Distracción en la cabina de vuelo como resultado del impacto de un ave u otro incidente menor.
- Después de investigar este accidente, así como varios otros que también involucraron un vuelo controlado contra el terreno, la Administración Federal de Aviación determinó que un sistema de advertencia de proximidad al suelo habría ayudado a prevenir algunos de los accidentes. Por lo tanto, se introdujeron nuevas regulaciones a partir de febrero de 1972 que exigen que todos los aviones turborreactores estén equipados con el sistema.

## Consecuencias
Tras la investigación de numerosos accidentes de vuelo controlado contra el terreno, la Administración Federal de Aviación introdujo regulaciones desde febrero de 1972 requiriendo a todos los operadores de aviones a reacción que monten un sistema de alerta de proximidad a terreno.

## Lectura adicional
- Informe de la Oficina de Investigaciones del accidente del avión de South African Airways Boeing 707-344C ZS-EUW en Windhoek , S.W. África el 20 de abril de 1968